# Ablach, Baggerseen und Waltere Moor

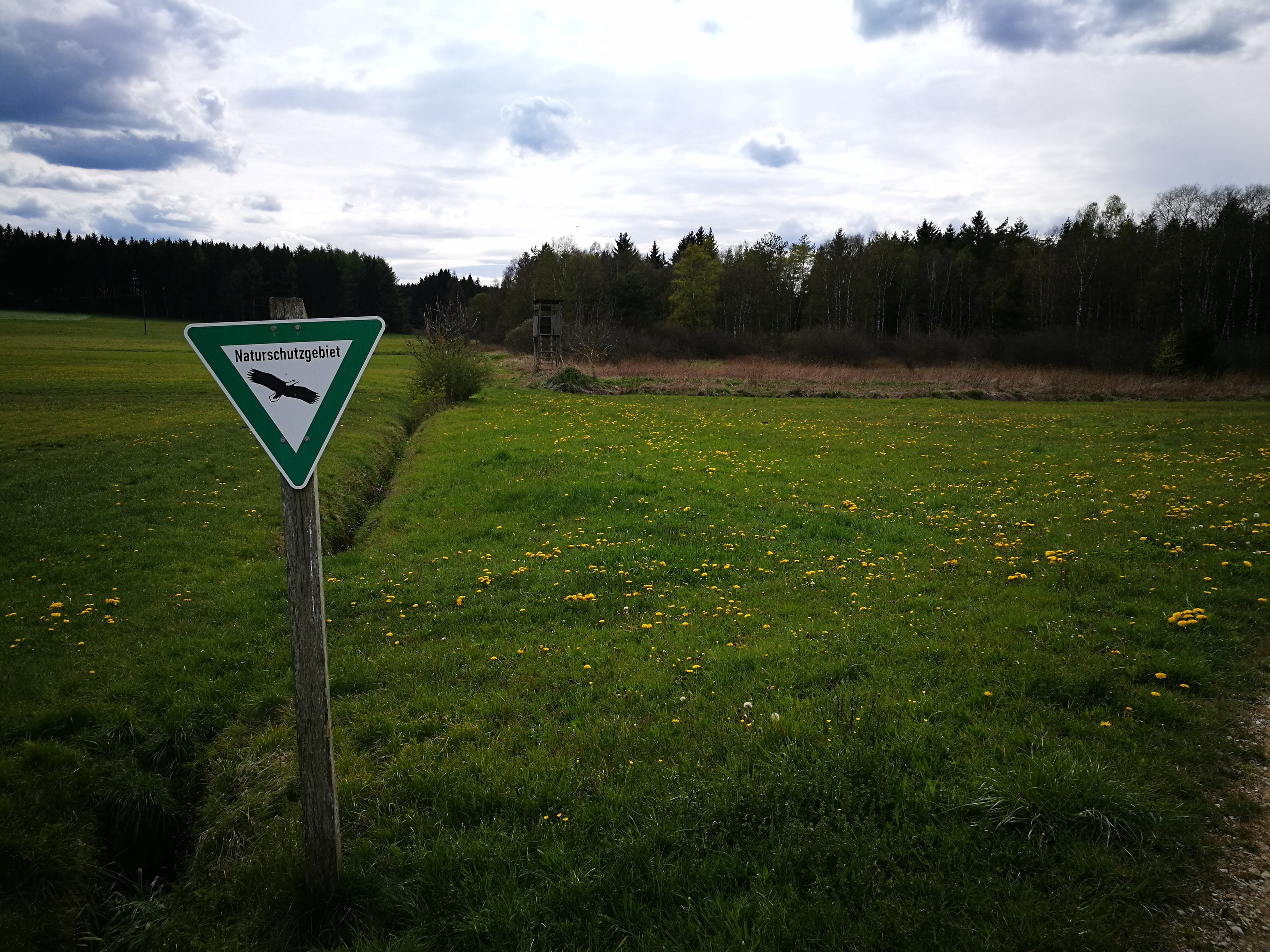
Waltere Moor

Das Gebiet Ablach, Baggerseen und Waltere Moor ist ein mit Verordnung vom 1. Januar 2005 durch die Regierungspräsidien Freiburg und Tübingen nach der Richtlinie 92/43/EWG (Fauna-Flora-Habitat-Richtlinie) angemeldetes Schutzgebiet (Schutzgebietskennung DE-8020-341) im Süden des deutschen Landes Baden-Württemberg. Mit Verordnung des Regierungspräsidiums Freiburg zur Festlegung der Gebiete von gemeinschaftlicher Bedeutung vom 25. Oktober 2018 wurde das Schutzgebiet festgelegt.

## Lage
Das rund 514 Hektar (ha) große Schutzgebiet „Ablach, Baggerseen und Waltere Moor“ gehört naturräumlich zu den Donau-Ablach-Platten. Seine vier Teilgebiete erstrecken sich zum größten Teil entlang des Ablachtals in zwei Landkreisen, drei Gemeinden und einer Stadt:
- Landkreis Konstanz (262,0 ha)
  - Gemeinden Hohenfels (123,3 ha = 24 %) und Mühlingen (138,7 ha = 26 %)
- Landkreis Sigmaringen (256,9 ha)
  - Gemeinde Sauldorf (195,2 ha = 38 %)
  - Stadt Meßkirch (61,5 ha = 12 %)

## Schutzzweck
Wesentlicher Schutzzweck ist die Erhaltung des Waltere Moors – das westlichste Übergangsmoor Oberschwabens, des Flusslaufs der Ablach mit ihren Seitengewässern sowie eines kleinen Auenbereichs südlich von Meßkirch.

## Lebensräume
Die Vielfalt von trockenen und feuchten Lebensraumtypen im Schutzgebiet wird unter anderem mit „kalkreichen, nährstoffarmen Stillgewässern mit Armleuchteralgen“, „natürlichen, nährstoffreichen Seen“, „Fließgewässer mit flutender Wasservegetation“, „Pfeifengraswiesen“, „mageren Flachland-Mähwiesen“, „Übergangs- und Schwingrasenmooren“ sowie „Auenwäldern mit Erlen, Eschen, Weiden“ beschrieben.

### Lebensraumklassen
|                                                                |                                                                |  |      |      |
| Nichtwaldgebiete mit hölzernen Pflanzen, Gestrüpp usw.         | Nichtwaldgebiete mit hölzernen Pflanzen, Gestrüpp usw.         |  | 1 %  | 1 %  |
| Laubwald                                                       | Laubwald                                                       |  | 10 % | 10 % |
| Mischwald                                                      | Mischwald                                                      |  | 16 % | 16 % |
| Nadelwald                                                      | Nadelwald                                                      |  | 15 % | 15 % |
| Feuchtes und mesophiles Grünland                               | Feuchtes und mesophiles Grünland                               |  | 25 % | 25 % |
| Binnengewässer, fließend und stehend                           | Binnengewässer, fließend und stehend                           |  | 20 % | 20 % |
| Moore, Sümpfe, Uferbewuchs                                     | Moore, Sümpfe, Uferbewuchs                                     |  | 4 %  | 4 %  |
| trockengelegtes Gelände                                        | trockengelegtes Gelände                                        |  | 1 %  | 1 %  |
| Binnenlandfelsen, Geröll- und Schutthalden, Sandflächen        | Binnenlandfelsen, Geröll- und Schutthalden, Sandflächen        |  | 1 %  | 1 %  |
| anderes Ackerland                                              | anderes Ackerland                                              |  | 6 %  | 6 %  |
| Sonstige (Städte, Straßen, Deponien, Gruben, Industriegebiete) | Sonstige (Städte, Straßen, Deponien, Gruben, Industriegebiete) |  | 1 %  | 1 %  |
|                                                                |                                                                |  |      |      |

## Zusammenhängende Schutzgebiete
Mit dem FFH-Gebiet „Ablach, Baggerseen und Waltere Moor“ sind der „Naturpark Obere Donau“ sowie die Naturschutzgebiete „Waltere Moor“ (3.157 und 4.133), „Schwackenreuter Baggerseen-Rübelisbach“ (3.273 und 4.314) und „Sauldorfer Baggerseen“ (3.198 und 4.235) als zusammenhängende Schutzgebiete ausgewiesen.

## Flora und Fauna

### Fauna
Folgende, im Anhang II der Richtlinie 92/43/EWG aufgeführte, Tierarten sind im Schutzgebiet erfasst: Bachmuschel (Unio crassus), Dunkler Wiesenknopf-Ameisenbläuling (Maculinea nausithous), Gelbbauchunke (Bombina variegata) und Groppe (Cottus gobio).